# Geothlypis speciosa
La mascarita transvolcánica o mascarita del Lerma (Geothlypis speciosa) es una especie de ave paseriforme de la familia Parulidae endémica del Eje Neovolcánico de México. Se encuentra solo en las cercanías del Río Lerma, de desde Michoacán, Guanajuato, y Estado de México, siempre asociada a humedales de tierras altas y frías. Se estima qué hay entre 2 mil 500 y 10 mil ejemplares en todo el mundo, por eso es considerada una especie en peligro de extinción por la Unión Internacional para la Conservación de la Naturaleza.
No existe una línea divisoria evidente entre la máscara negra y la corona olivácea oscura; además, otra seña distintiva es la coloración amarilla muy intensa de las partes ventrales. Por lo demás es parecida a las demás mascaritas.
Sus poblaciones han decrecido significativamente desde la década de 1980, como consecuencia de la pérdida de hábitat (reducción y desecamiento de cuerpos de agua).